# Deserto di Moçâmedes
Il deserto di Moçâmedes è un deserto situato all'estremità meridionale dell'Angola, in prossimità della frontiera con la Namibia. Rappresenta la punta più settentrionale del deserto del Namib. 
Partendo dall'oceano Atlantico a ovest, il deserto tende gradualmente a innalzarsi verso una spianata semiarida dove crescono le piante note come alberi del legno ferro, a causa della durezza del loro legno. In questo deserto si trova anche la Welwitschia mirabilis, una rara e particolare pianta che sviluppa solo due foglie e che si ritiene in grado di vivere per oltre un migliaio di anni. La pianta è endemica di questo deserto e dei contigui ambienti aridi della Namibia.
Il deserto di Moçâmedes è sostanzialmente disabitato; le poche comunità di persone si raggruppano nei piccoli villaggi di pescatori sulla costa atlantica.